# Јабука (Зубин Поток)
Јабука је насеље у општини Зубин Поток на Косову и Метохији. Атар насеља се налази на територији катастарске општине Црепуља. Историјски и географски припада Ибарском Колашину. Назив насеља је фитоним, јер је село добило назив по јабукама, које овде добро успевају. Насеље је на североисточним обронцима Мокре Горе. Село је на изворишту Зубодолског потока. Први пут село се помиње у турском попису из 1455. године, али је већ тада било скоро сасвим опустело, са само једном српском кућом. На превоју званом Илиница стоје остаци старе цркве и гробља из касног средњег века. Црква се у народу зове Илиница, премда житељи тврде да није била посвећена Светом Илији. Код рушевина цркве одржавају се заједнички сабори околних села.
Делови села су: Велика јабука, Мала Јабука, Осоје, Ријека, Лескова Страна, Вртача, БашчаБлато, Бисаге, Илиница.
Ово је једно од старијих насеља, из средњег века највероватније, што сведоче остаци два гробља и рушевина старије цркве. Засеоци су: Велика Јабука или Село, Мала Јабука и Ђукића мала. После ослобађања од турске власти место је у саставу Звечанског округа, у срезу митровичком, у општини црепуљској и 1912. године има 122 становника.

## Демографија
Насеље има српску етничку већину.
Број становника на пописима:
| Демографија | Демографија | Демографија |
| Година      | Становника  | Становника  |
| ----------- | ----------- | ----------- |
| 1948.       | 190         |             |
| 1953.       | 199         |             |
| 1961.       | 230         |             |
| 1971.       | 207         |             |
| 1981.       | 130         |             |
| 1991.       | 88          |             |